# 2007년 영국 노동당 대표 선거
2007년 영국 노동당 대표 선거 (2007 Labour Party leadership election)는 2007년 5월 10일부터 6월 24일까지 치러진 노동당 대표 선출 선거이다. 1994년 7월 치러진 당대표 선거에서 처음 당선되어 줄곧 당대표로 있었던 토니 블레어가 대표직을 사퇴함에 따라 본격적인 선거에 들어가게 되었다. 블레어 대표의 사퇴와 동시에 존 프레스콧 부대표도 사퇴를 표명하여, 부대표 선거도 동시에 치러지게 되었다.
블레어 대표는 일찍이 2004년부터, 총리로서는 3선 임기까지만 역임하고 당대표에서 물러날 것이라고 선언했기 때문에 물밑 선거전이 계속되고 있었다. 실제로 2005년 세번째 총선을 치르고 자신이 공언한 시한이 다가오자 블레어 대표는 2006년 9월 7일, 1년 내로 당대표직에서 물러난다고 공식적으로 밝혔다. 이후 2007년 5월 13일 노동당 전국집행위원회는 당대표 선거 일정을 공표하였다. 후보지명 기간은 2007년 5월 14일부터 5월 17일 12시 30분 (현지 시각)까지였다.
블레어 총리는 고든 브라운 의원이 후임이 될 것으로 예상한다며,"훌륭한 총리가 되어줄 것"이라고 밝혔다. 실제로 블레어 총리는 당대표 선거 후보지명이 시작되자 브라운 후보를 추천하였다. 이와 함께 브라운 후보가 압도적인 몰표와 더불어 블레어 총리의 뒤를 잇게 될 것이라는 관측이 대다수였다. 유일한 대적자로 거론됐던 존 맥도넬 의원은 후보추천 기준을 만족하지 못해 본선도 거치지 못하고 패배를 인정하였다. 최종 결과는 브라운 후보가 313표 (88.2%), 맥도넬 후보가 29표 (8.2%)로, 단순히 계산해봐도 브라운 후보를 이길 수 있는 후보는 전무하였다.
2007년 6월 24일 열린 특별당대회에서 브라운 후보가 신임 당대표로 선출되었음이 선언되면서 모든 선거절차가 마무리되었다. 6월 27일에는 토니 블레어가 총리직 사퇴를 발표하고, 브라운 대표가 총리직을 넘겨받았다.
브라운 후보 외에 상대 후보가 존재했다면, 노동당 당원으로서는 역사상 처음으로 차기 영국 총리를 직접 선출할 수 있는 기회였겠으나 결과적으로 실현되지 않았다.

## 후보
선거절차 개시 이래 후보지명 단계에서 후보로 나섰던 사람은 존 맥도넬과 고든 브라운이 유일했다. 최종경선 후보로 지명되기 위해서 각 후보는 노동당 전국집행위원회에 5월 17일까지 후보추천서를 제출해야 하며, 경선 진출을 위한 최소 조건은 노동당 국회의원 중 12.5% (후보 본인을 포함한 45인)의 추천을 받는 것이었다. 유일하게 후보조건을 만족한 브라운 후보는 2007년 6월 24일 특별당대회에서 투표 없이 당대표로 선출되었다.
- 고든 브라운 - 블레어 내각의 재무장관으로,[10] 예로부터 토니 블레어의 강력한 후계자로 거론되어 왔으며, 최종적으로 의원 313인의 추천을 받아 최종 경선에 진출하였다.[11]
- 존 맥도넬 - 사회주의운동협회 의장으로 구노동당과 신노동당을 통합하여 진노동당 (Real Labour)를 천명하였으며 "노동당 정부 스스로를 구하자" (save the Labour government from itself)는 슬로건을 내세웠다. 마이클 미처 후보와의 단일화로 지지도 끌어올리기에 나섰으나 실제로 고스란히 이어지지는 않았다.[12] 경선진출 기준이었던 의원 44인 추천에서 16인이 모자란 29인에 그치면서 후보 지명에 실패하였다.[13][14][15]
- 마이클 미처 - 전 환경 부장관 출신으로 당대표 후보로 나섰으나 의원추천수 기준을 충족하지 못해 2007년 5월 14일에 후보직을 사퇴하였다. 2007년 4월 27일 맥도넬 후보와 함께 단일화를 선언, 토니 블레어 대표의 사퇴 시점에서 의원추천을 덜 받은 후보가 사퇴하고 상대 후보를 지지하겠다고 약속하였다.[16] 다만 5월 10일, 두 후보는 "서로의 지지도차가 거의 없다"는 이유로 단일화 시점을 연기하였다.[17] 5월 14일 미처 후보는 사퇴와 동시에 맥도넬 후보의 지지를 표명하였으나, 미처 후보의 지지 의원들이 고스란히 맥도넬 후보 지지로 넘어간 것은 아니라는 분석이 나왔다.[18]

## 후보지명과 선거 결과
| 후보 | 후보        | 지역구            | 후보추천수 | 득표율 | 결과      |
| ---- | ----------- | ----------------- | ---------- | ------ | --------- |
|      | 고든 브라운 | 커콜디 카우든비스 | 313        | 88.2%  | 후보 지명 |
|      | 존 맥도넬   | 헤이스 할링턴     | 29         | 8.2%   | 후보 탈락 |

경선 진출 기준인 45인 의원 추천을 충족한 사람은 고든 브라운 의원이 유일했으며, 그 외의 후보가 없어 무투표로 당선되었다.

## 같이 보기
- 2010년 영국 총선